# Helle Frederiksen
Helle Frederiksen née le 5 mars 1981 à Odense au Danemark est une triathlète professionnelle vainqueur sur triathlon Ironman 70.3 et championne du monde de longue distance en 2018.

## Biographie

### Jeunesse
Helle Frederiksen pratique la natation sportive de douze à dix-huit ans. Elle fait partie de l'équipe nationale danoise et participe à plusieurs championnats. En 1999 elle se retire de ce sport et de la compétition et se consacre à ses études, elle obtient un diplôme de sport de l'Université du Danemark du Sud. Elle poursuit ses études à l'université de Copenhague et obtient un master en éducation physique et nutritionnelle.

### Carrière en triathlon
Helle Frederiksen travaille comme professeur de sport et entraineuse pendant cinq ans et en 2004, elle participe à une compétition de triathlon locale qu'elle remporte. En 2005 elle se classe deuxième aux championnats du Danemark en finissant 2e sur la distance sprint(S) et troisième sur la distance olympique (M). En 2006, elle part en Australie à Gold Coast pour suivre une formation intensive au triathlon de compétition. De 2006 à 2009 elle remporte le championnat du Danemark de triathlon sur distance M. En 2010 à la suite d'un accident de vélo à Madrid, elle souffre d'une blessure au dos et à la hanche, une ancienne hernie discale datant de 2007 recommence à lui provoquer également de douleurs. Elle obtient une bourse pour préparer les Jeux olympiques d'été de 2012 auxquels elle participe et termine à la 27e place.
Elle participe à 55 compétitions internationales sur courtes distances de la Fédération internationale de triathlon avant d'orienter sa carrière en 2013, vers les courses longues distances et le circuit Ironman.
En 2018, elle remporte les championnats du monde de triathlon longue distance, après avoir pris la seconde place en 2017. Elle réalise cette performance dans le cadre du festival des championnats du monde de triathlon qui se déroulent à Fyn dans son pays natal. Elle crée la différence sur la partie course à pied et passe la ligne en vainqueur avec émotion devant un public de supporter acquis à sa cause.

### Vie personnelle
Helle Frederiksen vit depuis août 2014, avec le triathlète gallois Ben Powell. Ben Powell est le fils du détenteur du record gallois sur Ironman Martin Powell et travaille sur centre d'entrainement de Triathlon du Club Lasanta à Lanzarote  où elle passe ses périodes de formation.

## Palmarès
Le tableau présente les résultats les plus significatifs (podium) obtenus sur le circuit international de triathlon depuis 2006,.
| Année | Compétition                              | Pays       | Position          | Temps           |
| ----- | ---------------------------------------- | ---------- | ----------------- | --------------- |
| 2019  | Ironman 70.3 Kraichgau                   | Allemagne  | Médaille d'or     | 4 h 31 min 26 s |
| 2018  | Championnat du monde longue distance ITU | Danemark   | Médaille d'or     | 5 h 49 min 4 s  |
| 2018  | Ironman 70.3 Vichy                       | France     | Médaille d'or     | 4 h 11 min 27 s |
| 2017  | Championnat du monde longue distance ITU | Canada     | Médaille d'argent | 5 h 55 min 4 s  |
| 2017  | Ironman 70.3 Otepää                      | Estonie    | Médaille d'or     | 4 h 24 min 1 s  |
| 2016  | Ironman 70.3 Augusta                     | États-Unis | Médaille d'or     | 4 h 10 min 45 s |
| 2015  | Ironman 70.3 Brésil                      | Brésil     | Médaille d'or     | 4 h 4 min 16 s  |
| 2015  | Ironman 70.3 Texas                       | États-Unis | Médaille d'or     | 4 h 7 min 52 s  |
| 2014  | Challenge Bahreïn                        | Bahreïn    | Médaille d'or     | 3 h 55 min 50 s |
| 2014  | Ironman 70.3 Lanzarote                   | Espagne    | Médaille d'or     | 4 h 29 min 58 s |
| 2014  | Ironman 70.3 San Juan                    | Porto Rico | Médaille d'or     | 4 h 14 min 27 s |
| 2013  | Ironman 70.3 Miami                       | États-Unis | Médaille d'or     | 4 h 3 min 38 s  |
| 2013  | Ironman 70.3 San Juan                    | Porto Rico | Médaille d'or     | 4 h 11 min 35 s |
| 2009  | Coupe d'Europe - l'étape de Mar Menor    | Espagne    | Médaille d'or     | 2 h 3 min 50 s  |
| 2009  | Championnat du Danemark                  | Danemark   | Médaille d'or     | Timing          |
| 2008  | Coupe d'Europe - l'étape de Split        | Croatie    | Médaille d'or     | 2 h 0 min 46 s  |
| 2008  | Coupe d'Europe - l'étape de Karlsbad     | Tchéquie   | Médaille d'or     | 2 h 5 min 54 s  |
| 2008  | Coupe d'Europe - l'étape de Poznań       | Pologne    | Médaille d'or     | 2 h 3 min 40 s  |
| 2008  | Championnat du Danemark                  | Danemark   | Médaille d'or     | Timing          |
| 2007  | Championnat du Danemark                  | Danemark   | Médaille d'or     | Timing          |
| 2006  | Championnat du Danemark                  | Danemark   | Médaille d'or     | Timing          |

### Publications
(en) Helle Frederiksen, The Pursuit of Victory, Kollektiv Sports & Helle Frederiksen, 20 mai 2021 (ISBN 978-8797275108).